# Masanori Yusa
Masanori Yusa (n. 20 ianuarie 1915, Tadotsu⁠(d), Prefectura Kagawa, Japonia – d. 8 august 1975, Tokyo⁠(d), Tōkyō, Japonia) a fost un înotător japonez, medaliat olimpic. A participat la 2 ediții ale Jocurilor Olimpice (1932, 1936) în care a câștigat două medalii de aur și o medalie de argint.